# 棒果黄花稔
棒果黄花稔（学名：Sida rhombifolia var. corynocarpa）为锦葵科黄花稔属下的一个变种。

## 扩展阅读
- 維基物種上的相關：棒果黄花稔